# سیستم مانور مداری شاتل فضایی
سیستم مانور مداری (به انگلیسی: OMS:Orbital Maneuvering System) تراست کافی را برای قرارگیری فضاپیما در مدار، دوار کردن مدار، تغییر مدار، راندوو مداری، بازگشت به مدار قبلی و بازگشت به زمین فراهم می‌کند. میزان تراست برابر با ۱۰۰۰ پوند است و از انتهای سیستم کنترل عکس‌العمل بر سیستم وارد می‌شود. اوام‌اس در غلاف موتور جداگانه در انتهای بدنهٔ مدارگرد قرارگرفته‌است. این غلاف‌ها محل قرارگیری آرسی‌اس (سیستم کنترل عکس‌العمل) نیز هستند و از همین رو به غلاف اوام‌اس/آرسی‌اس معروف‌اند. در هر غلاف ۱ موتور اوام‌اس و سخت‌افزار مورد نیاز برای زیر فشار قراردادن، نگه‌داری و توزیع سوخت برای انجام مانور سرعت جای گرفته‌اند. دو غلاف دیگر ذخیرهٔ اوام‌اس هستند و سیستم را در افزونگی نگه می‌دارند. سرعت سیستم برای انجام مانورهای مداری باید چیزی در حدود ۲ فوت در ثانیه برای هر مایل دریایی باشد.

## فعالیت‌ها

### مانور اولیه
میزان ارتفاع مدار، استفاده از یک یا دو دوره رانش توسط سیستم مانور مداری را مشخص می‌کند. بعد از اینکه موتور اصلی خاموش شد، رانشگرهای جلو و عقب سیستم کنترل عکس‌العمل برای نگاه داشتن ارتفاع تا زمان جدا شدن مخزن خارجی تلاش می‌کنند. در زمان جدا شدن مخزن خارجی، آرسی‌اس شروع به حرکت درآوردن مدارگرد بر محور زی و با سرعت ۴ فوت در ثانیه می‌کند، این کار باعث دور شدن مدارگرد از مخزن خارجی می‌شود. پس از این عملیات آرسی‌اس دوباره شروع به حفظ ارتفاع می‌کند تا زمانی که مدارگرد وارد مرحلهٔ اول رانش سیستم مانور مداری (به انگلیسی: OMS-1) شود. اطلاعات و اهداف مانور قبل از پرتاب مدارگرد به فضا در سیستم ذخیره شده‌اند. امکان تغییر این اطلاعات با استفاده از کامپیوتر قرار گرفته روی مدارگرد (در شرایط خاص) قبل از انجام مانور وجود دارد.

## عمر و تعویض
غلاف‌های اوام‌اس/آرسی‌اس برای استفادهٔ چندباره تا ۱۰۰ مأموریت با تعمیرات کوچک طراحی شده‌اند. این غلاف‌ها را می‌توان برای آسان‌تر کردن بازگشت مدارگرد از این وسیله جدا کرد.